# Telamona unicolor
Telamona unicolor är en insektsart som beskrevs av Fitch. Telamona unicolor ingår i släktet Telamona och familjen hornstritar. Inga underarter finns listade i Catalogue of Life.